# تامس هیر
سر تامس هیر (به انگلیسی: Sir Thomas Hare؛ ۲۸ مارس ۱۸۰۶ – ۶ مهٔ ۱۸۹۱) وکیل انگلیسی و طرفدار تغییر نظام انتخاباتی بود.

## دیدگاه‌ها
به نوشتهٔ فرهنگ زندگی‌نامهٔ ملی بریتانیا، تمام تلاش‌های هیر معطوف ابداع نظامی شده بود که نمایندگی تناسبی را برای همهٔ اقشار جامعهٔ بریتانیا، من جمله اقلیت‌های مجلس عوام و سایر مجالس تضمین کند.
در ایده‌های اولیهٔ او برای این نظام انتخاباتی، کل بریتانیا، یک حوزهٔ انتخابیهٔ بزرگ در نظر گرفته می‌شد و هر رأی‌دهنده پای رأیش امضا می‌کرد، گرچه بعداً تغییر عقیده داد و از ۷۰۰ تا ۸۰۰ حوزهٔ انتخابیه و رأی‌دهی مخفی حمایت کرد. در نظام هیر، حد نصاب از تقسیم تعداد آرا بر تعداد کرسی‌ها به دست می‌آمد و آرای سرریز به صورت تصادفی توزیع می‌شد.
دم و دستگاه نمایندگی، اثر مشهور و کلاسیک هیر، در سال ۱۸۵۷ در دو ویراست منتشر شد. ویراست‌های متعددی از اثر مشهور دیگر او رسالهٔ انتخاب نمایندگان: پارلمان و شورای شهر طی سال‌های ۱۸۵۹ تا ۱۸۷۳ منتشر شد. در پیش‌گفتار ویراست چهارم همین کتاب، هیر نوشت نمایندگی تناسبی «. . . به خبائث فساد، نارضایتی شدید، و قدرت محدود رأی‌دهندگان برای انتخاب پایان خواهد داد». افراد زیادی دربارهٔ این ایدهٔ او نوشتند و چندین انجمن در نقاط مختلف جهان برای اتخاذ و ترویج این ایده شکل گرفتند. اما هیر خود به روشنی گفت که مراد او از این طرح «نمایندگی برای اقلیت» نبوده و نباید از چنین نامی استفاده شود. علاوه بر این، در پیش‌گفتار ویراست سوم همان کتاب مطلبی نوشت که به یکی از ویژگی‌های سیاست در تاسمانی مبدل گشت:

به راستی آیا می‌توان باور کرد که به محض دادن آزادی انتخاب به رأی‌دهندگان، آنان فوراً به نامزدی دور رأی دهند که با او آشنایی ندارند و نامزدی را رها کنند که او را می‌شناسند، که به او نزدیکند، که سخنرانی‌هایش را با گوش خود شنیده‌اند، که برای خیر و سعادت شهر یا محله توصیه شده‌اند.

هیر به کمک اندیشمندان معاصر خویش، چون جان استوارت میل و کاترین هلن اسپنس، به ترویج ایدهٔ نمایندگی تناسبی در سرتاسر جهان پرداخت. قدردانی جاودانه از نام او در نظام تاسمانی بجا و مناسب به نظر می‌رسد حتی اگر امروز از ایده‌های ابداعی او تنها اندکی در این نظام باقی مانده باشد. او در سال ۱۸۹۱ درگذشت، تنها ۶ سال قبل از آنکه برای اولین بار در تاریخ از نظام نمایندگی تناسبی در تاسمانی استفاده شود.
مقر انجمن اصلاحات انتخاباتی در لندن، به افتخار او نامگذاری شده‌است.
امروزه اغلب هیر را مبدع تک‌رأی انتقال‌پذیر می‌دانند، هرچند کارل آندره، ریاضی‌دان و سیاستمدار دانمارکی، دو سال زودتر از انتشار اثر دم و دستگاه نمایندگی توسط هیر، یعنی در سال ۱۸۵۵، روش رأی انتقال‌پذیر را پیش نهاده بود. این دو دانشمند مستقل از هم می‌کردند و از کار یکدیگر خبر نداشتند.